# 久保紘章
久保 紘章（くぼ ひろあき、1939年11月1日 - 2004年8月2日）は、日本の社会福祉学者。専門分野は、精神医学ソーシャルワーク、セルフヘルプグループ等。香川県出身。

## 経歴
香川県観音寺市生まれ。
1965年四国学院大学文学部基督教学科（社会福祉学専攻）卒業。保健所の精神衛生相談員(PSW)を務めた後に、1969年関西学院大学大学院社会学研究科社会福祉学専攻修士課程修了（社会学修士）。
同年よりケースワークの専任教員として四国学院大学に赴任する。
四国学院大学教授、東京都立大学 (1949-2011)教授等を歴任し、2000年より法政大学現代福祉学部教授に就任するも在任中に逝去。1975－76年キングス・カレッジ・ロンドン精神医学研究所（IoP）客員研究員。

## 逸話
四国学院大学時代の同僚教員には八巻正治がいた。八巻は久保と同僚だったのがよほど嬉しかったのか自著の中で「かつて四国学院大学で私と研究室を隣り合わせていた久保紘章先生」と、ことさらに（本文と関係ないところで）研究室の「隣り合わせ」を強調して記している。

## 著書
- 『自立のための援助論 セルフ・ヘルプ・グループに学ぶ』川島書店 1988
- 『コレクション』相川書房、2004

1　英国自閉症研究の源流
2　ソーシャルワーク 利用者へのまなざし
3　自閉症児・者の家族とともに 親たちへのまなざし
4　セルフヘルプ・グループ 当事者へのまなざし ISBN 978-4-7501-0317-4
5　人間へのまなざし エッセイ

### 共編著
- 『天の鐘 心を病める少女のノート』編 ルガール社 1973
- 『自閉症児とともに 自閉症児をもつ家族の記録』編 ルガール社 1980
- 『社会福祉援助技術演習』編 相川書房 社会福祉士・介護福祉士養成講座　1996
- 『ケースワーク 理論的アプローチと技法を中心に』高橋重宏,佐藤豊道共編著 川島書店 社会福祉士・介護福祉士養成テキスト 社会福祉援助技術各論 1998
- 『社会福祉原論』岩田正美,荒川義子共編集代表 へるす出版 精神保健福祉士養成セミナー 1998
- 『セルフヘルプ・グループ活動の実際 当事者・家族のインタビューから』石川到覚共編著 中央法規出版 1998
- 『セルフヘルプ・グループの理論と展開 わが国の実践をふまえて』石川到覚共編著 中央法規出版 1998
- 『社会福祉援助技術論』北川清一,山口稔共編 相川書房 社会福祉士・介護福祉士養成講座　2002
- 『精神障害者地域リハビリテーション実践ガイド』長山恵一,岩崎晋也共編著 日本評論社 2002
- 『社会福祉援助技術論』岡本民夫監修 佐藤豊道,川廷宗之共編著 川島書店 社会福祉士・介護福祉士養成テキスト　2004
- 『ソーシャルワークの実践モデル 心理社会的アプローチからナラティブまで』副田あけみ共編著 川島書店 2005

### 翻訳
- ローナ・ウィング『自閉症児 親のためのガイドブック』中園康夫共訳 川島書店 1975
- ジーン・レンボイツ『幼児虐待 原因と予防』沢村灌共訳 星和書店 1977
- M.P.エヴァラード編『自閉症児への教育的アプローチ』井上哲雄共監訳 ルガール社　1978
- M.K.プリングル, S.ナイドウ『イギリスの子どもたち 教育・福祉・医療の実際』島田幸恵共訳 川島書店 1979
- シビル・エルガー, ローナ・ウィング『自閉症児の教育』ルガール社 1980
- ローナ・ウィング編『早期小児自閉症』井上哲雄共監訳 星和書店 1980
- ジーン・レンボイツ『家族内暴力』山口哲生共訳 星和書店 1982
- エリン・ピッツィ『現代のかけこみ寺 イギリスの場合』幸ひとみ共訳 ルガール社 1982
- マイケル・ラター『子どもの精神医学』門真一郎共監訳 ルガール社 1983
- アラン・ガートナー,フランク・リースマン『セルフ・ヘルプ・グループの理論と実際 人間としての自立と連帯へのアプローチ』監訳 川島書店 1985
- ロバート・W.ロバーツ,ロバート・H.ニー編『ソーシャル・ケースワークの理論 7つのアプローチとその比較 1』川島書店 1985
- M.K.ディマイヤー『自閉症と家族』入谷好樹共訳 岩崎学術出版社 1986－87
- N.ティムズ『ソーシャル・ワークの記録』共訳 相川書房 1989
- K.エリス編 L.ウィング 他著『自閉症 幼児期から成人期まで』井上哲雄共監訳 ルガール社 1997
- サイモン・バロン＝コーエン, ボルトン『自閉症入門 親のためのガイドブック』内山登紀夫,古野晋一郎共訳 中央法規出版 1997
- A.H.カッツ『セルフヘルプ・グループ』監訳 岩崎学術出版社 1997
- ローナ・ウィング『自閉症スペクトル 親と専門家のためのガイドブック』佐々木正美,清水康夫共監訳 東京書籍 1998
- パトリシア・ハウリン『自閉症-成人期にむけての準備 能力の高い自閉症の人を中心に』谷口政隆,鈴木正子共監訳 ぶどう社 2000
- J.D.ケーグル『ソーシャルワーク記録』佐藤豊道共監訳 相川書房 2006

## 参考
- 『現代日本人名録』2002年